# Château de Baudry
Pour les articles homonymes, voir Baudry.
Le château de Baudry ou Boudric, Boudry, est une ancienne maison forte, bâtie au début du XVIe siècle, qui se dresse sur la commune d'Arthaz-Pont-Notre-Dame dans le département de la Haute-Savoie, en région Auvergne-Rhône-Alpes.

## Situation
Le château de Baudry est situé dans le département français de la Haute-Savoie sur la commune d'Arthaz-Pont-Notre-Dame, à l'est du chef-lieu, le long de la route départementale 1205. Baudry est un exemple type de château de plaine ne possédant aucune défense naturelle.

## Historique

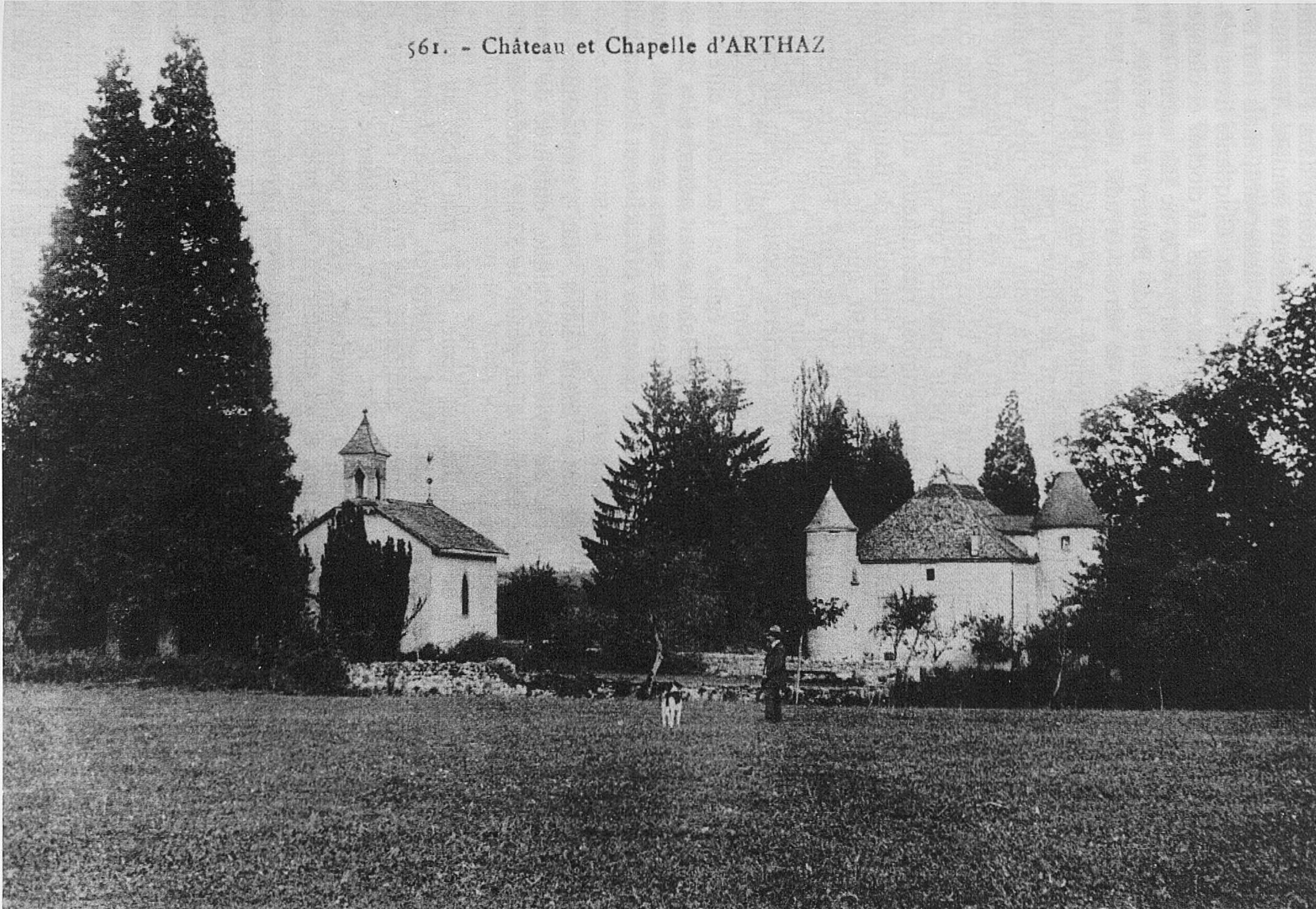
Le Château de Baudry.

Le site a vraisemblablement été occupé antérieurement à l'édification du château actuel comme le laissent supposer les vestiges retrouvés près de celui-ci et qui appartiendraient à une fortification antérieure possédée par la famille d'Arthaz ; le château actuel ayant été bâti par Raymond de Baudry au début du XVIe siècle.
Les Baudry se révèleront, lors de la Révolution française, jacobins enthousiastes. Leur engagement pour les idées révolutionnaires leur permettra de garder leurs biens et de faire l'acquisition de biens nationaux.
Victor de Baudry, qui en 1834 avait adhéré aux idées républicaines de la Giovine Italia, participe, depuis Genève, à l'expédition conduite par Mazzini afin de soulever la Savoie et renverser la monarchie. L'expédition ayant échoué, il s'enfuit aux États-Unis et est condamné à mort par contumace.
Au milieu du XIXe siècle, Louis de Baudry, ancien directeur du grand séminaire de Lyon, fait bâtir la chapelle. Celle-ci est érigée sur l'emplacement de l'ancienne église paroissiale d'Arthaz qui se dressait près du manoir.
En 1864, le château passe à Édouard Chardon, tanneur à Bonneville, à la suite de son mariage avec Hélène de Baudry. Il le rénovera vers 1880 et lui donne son aspect actuel. Au XXe siècle, le château de Baudry est la possession de la famille Vernotte.

## Description

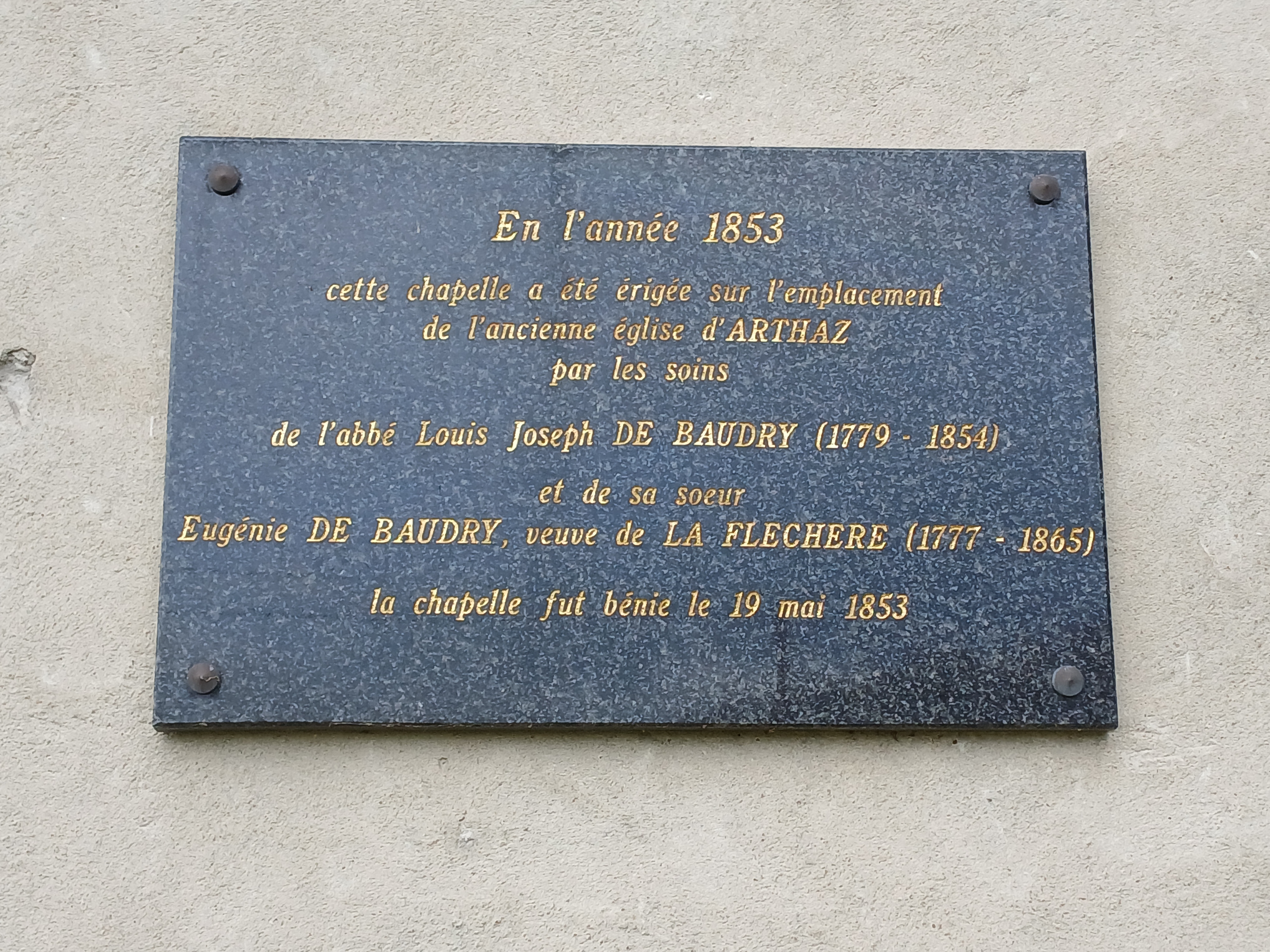
Plaque posée à l'extérieur de la chapelle du château

Le château de Baudry se présente de nos jours sous la forme d'une massive construction carrée. Une grosse tour ronde, sur la façade sud-ouest, renferme l'escalier, qui fut réparé en 1828. La façade nord-ouest est agrémentée d'une terrasse qu'encadrent deux petites tours rondes.
La chapelle bâtie dans un style néogothique, et bénie en 1853, abrite les tombeaux du chanoine Louis de Baudry et de Jeanne Eugénie de La Fléchère, comtesse de Veyrier, sœur de celui-ci.